# Khawkinea breviflagellata
Khawkinea breviflagellata, secondo una classificazione filogenetica (Z.Shi, 1986) è una specie del supergruppo Excavata appartenente alla famiglia Astasiaceae.

## Caratteristiche
Khawkinea breviflagellata vive esclusivamente in acqua dolce, ed è stata scoperta da Z.Shi, nel 1986, in alcuni stagni nei pressi di Wuhan e di Hubei, Cina.
Inoltre, come suggerisce il nome, il flagello emergente è cortissimo, quasi impercettibile

## Classificazioni alternative
Una classificazione ormai obsoleta inserisce questo genere nella sottofomaglia delle Euglenoideae, famiglia delle Euglenacee, ordine Euglenales, sottoclasse Euglenophycidae, classe Euglenophyceae, superclasse Spirocuta, infraphylum Dipilida, subphylum Euglenoida, phylum Euglenozoa, sottoregno Eozoa, Regno Protozoa, finché non si è scoperto che tali gruppi sono parafiletici..